# Radobica

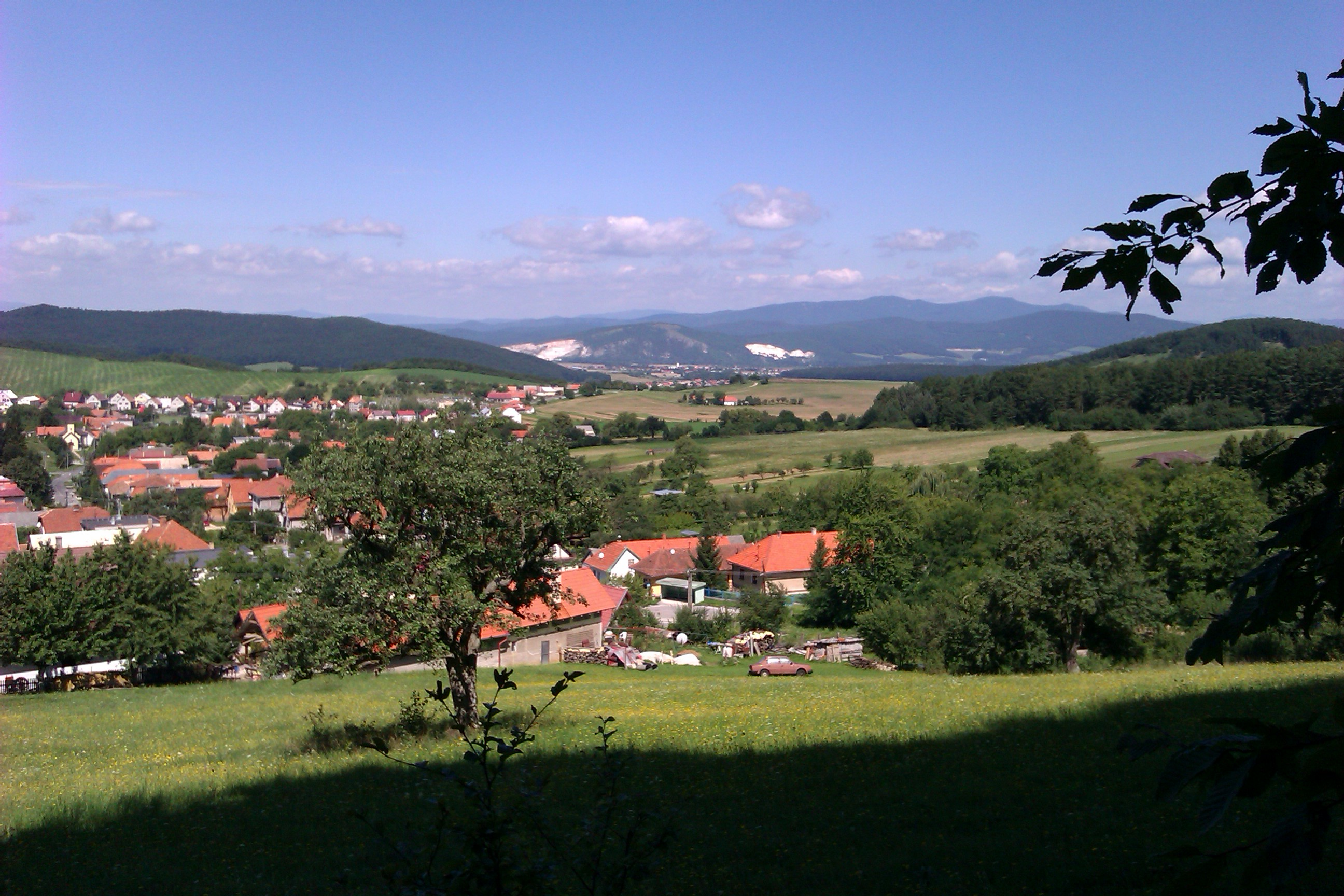
Radobica (2012)

Radobica (bis 1927 slowakisch „Rádobica“; deutsch Radobitz, ungarisch Radóc – bis 1892 Radobica) ist eine Gemeinde in der West-Mitte der Slowakei mit 574 Einwohnern (Stand 31. Dezember 2024), die zum Okres Prievidza, einem Teil des Trenčiansky kraj, gehört.

## Geographie
Die Gemeinde befindet sich im nordöstlichen Teil des Gebirges Tribeč am Übergang in das Gebirge Vtáčnik (deutsch Vogelgebirge) in einem Seitental des Hornejský potok im Einzugsgebiet der Nitra. Das Ortszentrum liegt auf einer Höhe von 380 m n.m. und ist 12 Kilometer von Partizánske sowie 30 Kilometer von Prievidza entfernt.
Nachbargemeinden sind Horná Ves im Norden und Osten, Veľké Pole im Süden und Veľké Uherce im Westen.

## Geschichte
Radobica entstand im 13. und 14. Jahrhundert und wurde zum ersten Mal 1324 als possesio Radobicza in Bors schriftlich erwähnt. 1352 erscheint der als Radowiche bezeichnete Ort in einer Urkunde des Neutraer Kapitels als Gutsbesitz der Familie Simonyi. Später kamen Anteile des Guts an die Familien Majthényi und Dóczy. 1536 gab es sechs Porta in Radobica, 1601 standen hier 26 Häuser und ein Meierhof, 1828 zählte man 59 Häuser und 401 Einwohner.
Bis 1918 gehörte der im Komitat Bars liegende Ort zum Königreich Ungarn und kam danach zur Tschechoslowakei beziehungsweise heute Slowakei.

## Bevölkerung
| Jahr                | 1994 | 2004    | 2014    | 2024    |
| ------------------- | ---- | ------- | ------- | ------- |
| Anzahl der Personen | 621  | 566     | 555     | 574     |
| Unterschied         |      | −8,85 % | −1,94 % | +3,42 % |

| Jahr                | 2023 | 2024    |
| ------------------- | ---- | ------- |
| Anzahl der Personen | 580  | 574     |
| Unterschied         |      | −1,03 % |

Nach der Volkszählung 2011 wohnten in Radobica 529 Einwohner, davon 519 Slowaken, zwei Tschechen und ein Deutscher. Sieben Einwohner machten keine Angabe zur Ethnie.
441 Einwohner bekannten sich zur römisch-katholischen Kirche, sechs Einwohner zu den christlichen Gemeinden, zwei Einwohner zur Evangelischen Kirche A. B. und ein Einwohner zu den Zeugen Jehovas; sechs Einwohner bekannten sich zu einer anderen Konfession. 37 Einwohner waren konfessionslos und bei 36 Einwohnern wurde die Konfession nicht ermittelt.